# Nissolia chiapensis
Nissolia chiapensis är en ärtväxtart som beskrevs av Velva Elaine Rudd. Nissolia chiapensis ingår i släktet Nissolia och familjen ärtväxter. Inga underarter finns listade i Catalogue of Life.